# Função-peso
Em Matemática, uma função-peso é uma função matemática utilizada quando é calculado um somatório, uma integral ou uma média, por exemplo. Ocorre frequentemente em Análise, Estatística ou em Teoria dos Crivos. Funções-peso podem ser empregadas tanto em configurações discretas ou contínuas. Podem ser construir sistemas de cálculos chamados de cálculo ponderado ou meta-cálculo.
O resultado desta aplicação de uma função de peso é uma soma ponderada ou média ponderada. As funções de peso ocorrem com freqüência em estatísticas e análise, e estão intimamente relacionadas ao conceito de uma medida. As funções de peso podem ser empregadas em configurações discretas e contínuas. Eles podem ser usados para construir sistemas de cálculo chamados "cálculo ponderado" e "meta-cálculo".

## Matemática discreta
Em configurações discretas, uma função-peso {\displaystyle \scriptstyle w\colon A\to {\mathbb {R} }^{+}} é uma função positiva definida num conjunto discreto {\displaystyle A}, onde é tipicamente
finita ou contável.  A função {\displaystyle w(a):=1} corresponde à situação sem peso onde todos os elementos tem peso igual. Pode-se então aplicar vários conceitos.
Se a função {\displaystyle \scriptstyle f\colon A\to {\mathbb {R} }} é uma função real-valorada, então a soma da função sem peso de {\displaystyle f} em {\displaystyle A} é definida como
{\displaystyle \sum _{a\in A}f(a);}
porém dada uma função-peso {\displaystyle \scriptstyle w\colon A\to {\mathbb {R} }^{+}}, a soma ponderada é definida como
{\displaystyle \sum _{a\in A}f(a)w(a).}
Uma aplicação bem comum de somas ponderadas aparece em integração numérica.
Se B é um conjunto finito e é subconjunto de A, pode-se substituir a cardinalidade sem peso |B| de B por uma cardinalidade ponderada
{\displaystyle \sum _{a\in B}w(a).}
Se A é conjunto finito não-vazio, pode-se substituir a média sem peso
{\displaystyle {\frac {1}{|A|}}\sum _{a\in A}f(a)}
por uma média ponderada.
{\displaystyle {\frac {\sum _{a\in A}f(a)w(a)}{\sum _{a\in A}w(a)}}.}
Neste caso, somente os pesos relativos tem importância.